# Flowers Rennmaus
Flowers Rennmaus (Gerbillus floweri) ist eine Nagetierart aus der Unterfamilie der Rennmäuse (Gerbillinae). Sie kommt im Nildelta, auf der Sinai-Halbinsel und in Palästina vor. Das Artepitheton ehrt den britischen Zoologen Stanley Smyth Flower.

## Merkmale
Flowers Rennmaus erreicht eine durchschnittliche Kopf-Rumpf-Länge von 117 mm. Die Schwanzlänge beträgt 140 bis 158 mm, die Hinterfußlänge 33 bis 36 mm, die Ohrenlänge 15 bis 17 mm und das Gewicht zwischen 48,9 und 63 g. Die Schädellänge beträgt 32,6 bis 35,4 mm und die Schädelbreite 18,1 bis 19,4 mm. Die gesamte Länge der oberen Zahnreihe vom ersten Molarzahn bis zum dritten Molarzahn beträgt 4,8 bis 5,1 mm. Die Länge der Paukenblase beträgt 9,5 bis 10,5 mm. Das Rückenfell ist hell zimtfarben bis gelbbraun. Über der Rückenmitte verläuft ein undeutlicher Dorsalstreifen. Die Rückenhaare sind an der Basis grau und an der Spitze sand-gelbbraun. Am Steiß ist ein weißer Flecken. Die Nasenregion ist weiß. Das Bauchfell und die Füße sind reinweiß. Die Sohlen der Hinterfüße sind behaart. Die Schwanzlänge beträgt 120 bis 130 Prozent der Kopf-Rumpf-Länge. Die Schwanzoberseite besitzt in der Regel keine bräunlichen oder schwärzlichen Haare. Der Schwanzbüschel ist unauffällig dunkelfarben. Vor den Augen (präorbital), hinter den Augen (postorbital) und hinter den Ohren (postaurikulär) befinden sich hervorstehende weiße Flecken.

## Systematik
Gerbillus floweri wurde 1919 von Oldfield Thomas in den Annals and Magazine of Natural History als eigenständige Art beschrieben.  1980 wurde Flowers Rennmaus von Dale James Osborn und Ibrahim Helmy als Unterart der Großen Ägyptischen Rennmaus (Gerbillus pyramidum) klassifiziert.  Dies wurde 1983 von Douglas M. Lay revidiert, der Gerbillus floweri als potentiell gültiges Taxon betrachtet.

## Lebensraum
Flowers Rennmaus kommt in Palmenhainen, in der Nähe von Anbauflächen, in Wadis und in Sanddünen vor.

## Lebensweise
Flowers Rennmaus bewohnt in dichten Populationen die Sanddünen. Sie ist nachtaktiv und ein Bodenbewohner. Sie gräbt ausgedehnte Höhlen in den losen Sand. Die kleinen Eingangsöffnungen werden mit Sand verdeckt. In den Höhlen wurden Kameldung und Samen von Koloquinten (Citrullus colocynthis) gefunden, so dass vermutet wird, dass dies zum Nahrungsangebot gehört.

## Status
1996 wurde Flowers Rennmaus von der IUCN in die Kategorie „vom Aussterben bedroht“ (critically endangered) klassifiziert, da vermutet wurde, dass die Art nur in der Terra typica Wadi Hareidin, 22,4 km südlich von Al Arish auf der Sinai-Halbinsel, vorkommt. Chromosomenanalysen zeigten jedoch, dass das Verbreitungsgebiet weit größer ist und so wurde der Status im Jahr 2004 auf „nicht gefährdet“ (least concern) geändert. Die Art ist häufig und ihr Bestand ist stabil.